# Stefan Grabiński

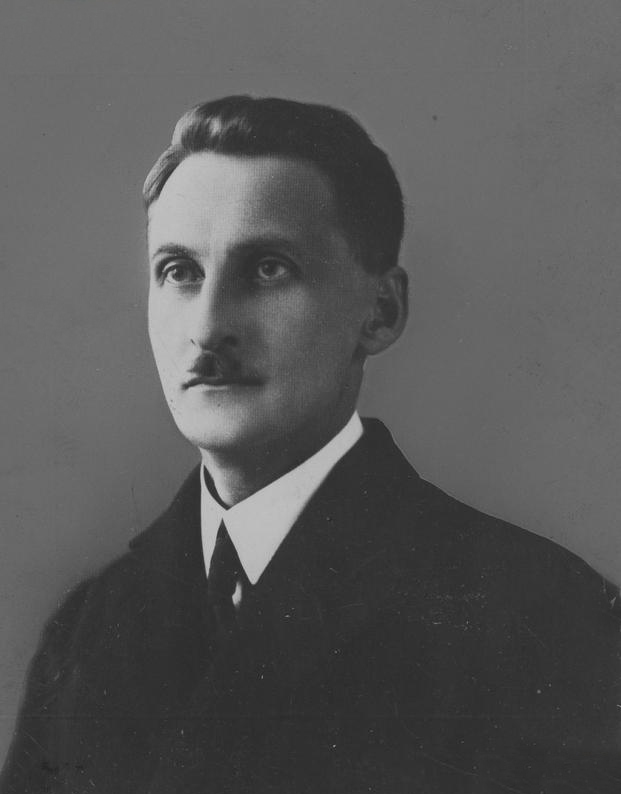
Stefan Grabiński

Stefan Grabiński (26. února 1887, Kamionka Strumiłowa – 12. listopadu 1936, Lvov) byl polský spisovatel fantastické literatury a hororů. Bývá nazýván polským Edgarem Allanem Poeem.  První české vydání Stefana Grabińského přitom vyšlo v roce 1921. Znovu připomenut v Česku byl v roce 2012 rozsáhlým výborem z novelistiky. Překládán byl i do slovenštiny.

## Život

### Mládí
Narodil se v Haliči, jeho otec Dionysius Grabiński byl soudcem, matka Eugenia z Czubków byla učitelkou hudby. Spolu s ním vyrůstaly tři sestry. Rodina žila v Samboru, kde začal studovat místní gymnázium. Po smrti otce se rodina přestěhovala do Lvova a tam v roce 1905 středoškolská studia ukončil. Polskou literaturu a klasickou filologii vystudoval na Fakultě filologie na univerzitě ve Lvově v letech 1905-1911.

### Středoškolský učitel
Po studiích působil jako polský učitel na středních školách ve Lvově. V letech 1914-1915 pobýval v Rakousku, v roce 1927 navštivil Itálii a Rumunsko. V letech 1917-1921 byl učitelem v Przemyslu.
V letech 1917-1921 byl ženat s učitelkou hudby Kazimierou Korwin-Gąsiorowskou, se kterou měl dvě dcery.
V roce 1909 vydal pod pseudonymem Stefan Żalny literární prvotinu - sbírku novel Z wyjątków. W pomrokach wiary, která nebyla úspěšná. Teprve v roce 1918 kritika příznivě přijala jeho druhou sbírku Na wzgórzu róż. Literární úspěch ho potkal až v roce 1919, kdy vyšla jeho sbírka povídek ze železničního prostředí Demon ruchu.

### Závěr života
V roce 1931 odešel z důvodu pokročilé tuberkulózy do důchodu a léčil se v obci Brzuchowice nedaleko Lvova. Tam se o něj starala matka, jeho děti se ho z obavy před nákazou stranily. Jeho zdravotní stav mu už neumožňoval psát.
Zemřel v chudobě, zapomenutý a opuštěný téměř všemi přáteli. Byl pohřben ve Lvově.

## Dílo

### Inspirační zdroje
Na jeho dílo měla od studentských let vliv dědičná tuberkulóza a vroucí religiozita. Výraznou inspirací byla pro Grabinského díla E. A. Poea, R.L. Stevensona, Gustava Meyrinka či H.G. Wellse. Naopak, jak uvedl ve svém díle Wyznanie (Vyznání, 1926,) E. T .A. Hoffmanna odmítal jako "nudného, rozvleklého a chaotického německého romantika". S podobně zaměřeným dílem H. P. Lovecrafta se nejspíš neseznámil, jak uvádí Libor Martinek v doslovu Borovice na skále – Stefan Grabiński k výboru z Grabińského novelistiky V domě Sáry a jiné povídky.

### Romány
- Salamandra (Salamandr) (1924)
- Cień Bafometa (Bafometův stín) (1926)
- Klasztor i morze (Klášter a moře) (1928)
- Wyspa Itongo (Ostrov Itongo) (1936)

### Sbírky povídek
- Na wgórzu róż (Na pahorku růží) (1918)
- Demon ruchu (Démon hnutí) (1919)
- Szalony pątnik (Šílený poutník) (1920)
- Niesamowita opowieść (Podivuhodný příběh) (1958)
- Księga ognia (Kniha ohně) (1922)
- Namiętność (Vášeň) (1930)

### Divadelní hry
- Willa nad morzem (Ciemne siły) (Vila nad mořem - Temné síly; č. Vila nad mořem; Protimluv č. 3, 2023; přel. Bohuslav Vydra)
- Zaduszki (Dušičky)

### Česká vydání a provedení
Pro českou veřejnost byl Grabiński po celé 20. století téměř neznámý autor, i když byl Grabiński do češtiny přeložen  dvěma povídkami v časopisech a scénicky nerealizovaným překladem divadelní hry už ve 20. letech minulého století, tehdy dokonce jako do prvního cizího jazyka vůbec. O prvních "znovuobjevených" překladech Grabinského do češtiny z let 1921 nebo 1922 referovali v Ostravě 1. listopadu 2022 básník a literární historik Pierre Van Cutsem a znalec literární hrůzy a poetiky hororu Martin Jiroušek v rámci festivalu Polské dny.
- V roce 2012 vyšel česky výbor novelistiky V domě Sáry a jiné povídky (překlad Libor Martinek).
- V roce 2016 uvedl Český rozhlas 2 fantastický příběh s námětem spiritismu Muzeum očistcových duší[3].
- Český rozhlas, stanice Vltava uvedl v prosinci 2016 povídku Bludný vlak[4].
- Další dramatizace překladů Libora Martinka pro Český rozhlas 2: Čmoud (11. 9. 2018), Bílý vyjevenec (10. 9. 2018), Návěstí (12. 9. 2018), Nedotknutelný (13. 9. 2018), Šedivý pokoj (20. 9. 2018).
- Povídky Černá zvole a Na Růžovém návrší zařadil editor Libor Martinek ve vlastním překladu do Antologie polské fantastiky horroru V duchu Edgara Allana Poea (2019 Volvox Globator; ed. Libor Martinek spolu s Krzysztofem Bortnikem).
- Povídka Po přímce vyšla v časopise Host (2013, č. 1), povídka Mrtvá trať ve dvoutýdeníku Tvar (2013, č. 3), Usmolenec v časopise Půlnoční expres (2013, č. 9); vše v překladu Libora Martinka.

## Zajímavost
V dětství se zranil na ruce, kterou lékaři doporučovali amputovat. Léčiteli z jeho okolí se podařilo ruku zachránit a vyléčený Stefan pak pokládal své uzdravení za výsledek působení tajemných jevů, a nejspíš proto byl fascinován posmrtným životem.